# ماسون أدامز
ماسون أدامز (بالإنجليزية: Mason Adams)‏ ، من مواليد 26 فبراير 1919م، وتوفي بتاريخ 26 أبريل 2005م، وهو ممثل أمريكي سينمائي، وممثل صوت، شارك في عدة أفلام أمريكية ومنها فيلم توي سولجرز.

## وصلات خارجية
- ماسون أدامز على موقع فايند أغريف
- ماسون أدامز على موقع IMDb (الإنجليزية)
- ماسون أدامز على موقع ألو سيني (الفرنسية)
- ماسون أدامز على موقع تيرنر كلاسيك موفيز (الإنجليزية)
- ماسون أدامز على موقع أول موفي (الإنجليزية)
- ماسون أدامز على موقع قاعدة بيانات برودواي على الإنترنت (الإنجليزية)
- ماسون أدامز على موقع قاعدة بيانات الأفلام السويدية (السويدية)
- ماسون أدامز على موقع إن إن دي بي (الإنجليزية)
- ماسون أدامز على موقع قاعدة بيانات الفيلم (الإنجليزية)
- ماسون أدامز على موقع كينوبويسك (الروسية)
- Obituary in the Star Gazette